# Carrick Rangers Football Club
Pour les articles homonymes, voir Carrick.
Maillots
Actualités
Dernière mise à jour : 10 octobre 2024.
Le Carrick Rangers Football Club est un club nord-irlandais de football basé à Carrickfergus.

## Historique
Le club est fondé en 1939 par un groupe de jeunes de Carrickfergus. Le nom est une référence au Rangers FC.
En 1976, Carrick Rangers remporte l'Irish Cup aux dépens de Linfield. Cette victoire permet au club de prendre part à la Coupe des coupes lors de la saison 1976-1977.

## Bilan sportif

### Palmarès
- Coupe d'Irlande du Nord
  - Vainqueur : 1976
  - Finaliste : 1984, 1995

- Coupe de la Ligue d'Irlande du Nord
  - Finaliste : 2017

### Bilan européen
Note : dans les résultats ci-dessous, le score du club est toujours donné en premier.
| Saison    | Compétition      | Tour                | Club           | Domicile | Extérieur | Total |
| --------- | ---------------- | ------------------- | -------------- | -------- | --------- | ----- |
| 1976-1977 | Coupe des coupes | Seizièmes de finale | Aris Bonnevoie | 3 - 1    | 1 - 2     | 4 - 3 |
| 1976-1977 | Coupe des coupes | Huitièmes de finale | Southampton FC | 2 - 5    | 1 - 4     | 3 - 9 |

Légende
- Victoire ou qualification pour le tour suivant
- Match nul
- Défaite ou élimination de la compétition